# Pambolus oblongispina
Pambolus oblongispina är en stekelart som beskrevs av Papp 2000. Pambolus oblongispina ingår i släktet Pambolus och familjen bracksteklar. Inga underarter finns listade i Catalogue of Life.